# Aquila (kommun i Mexiko, Veracruz)
Aquila är en kommun i Mexiko.   Den ligger i delstaten Veracruz, i den sydöstra delen av landet, 200 km öster om huvudstaden Mexico City. Antalet invånare är 1 797. Arean är 20,6 kvadratkilometer.
Terrängen i Aquila är kuperad åt sydost, men åt nordväst är den platt.
Följande samhällen finns i Aquila:
- Cumbres de Aquila
- Atiopa